# Viljem I. Holandski
Grb holandskih grofov iz holandske hiše okoli 1200]]
Viljem I.  (1168 – 4. februar 1222 ) je bil grof Holandije. Bil je mlajši sin grofa Florisa III. in Ade Huntingdonske ter je leta 1204 nasledil svojega brata Dirka VII. Holandskega, ki je umrl konec leta 1203, v kontroverznem nasledstvenem sporu s svojo nečakinjo Ado Holandsko.

## Obdobje mladosti
Viljem I. je bil tretji sin grofa Florisa III. in Ade Huntingdonske . Ime je dobil po svojem stricu škotskem kralju Viljemu Levu. Leta 1180 je bil omenjen kot priča v flamski listini in leta 1189 je spremljal svojega očeta in strica Otona I. Bentheimskega v spremstvu cesarja Friderika Barbarosse v tretji križarski vojni. Cesar se je med to križarsko vojno 10. junija 1190 utopil v gorski reki Salef (latinsko) oz. Göksu (turško) , kar je vojake močno demotiviralo. Nekaj mesecev kasneje je grof Floris umrl zaradi nalezljive bolezni. Viljem se je pridružil preostalemu delu cesarske vojske, ki jo je vodil Friderik IV. Švabski , bratranec utopljenega cesarja. Preselili so se v Sveto deželo in od oktobra 1190 okrepili demoralizirane oblegavalce Akre. Mesto je padlo po prihodu Riharda Levjesrčnega in francoskega kralja Filipa II. julija 1191, vendar so se pojavila nesoglasja glede delitve vojnega plena med Angleži in Francozi. Holandci so se nato odločili vrniti domov. Viljem se je vrnil septembra 1191 kot izkušen bojevnik nazaj v Holandijo. Nekaj let kasneje so se razlike v mnenjih z njegovim starejšim bratom Dirkom VII. Holandskim, ki je nasledil njihovega očeta Florisa III. kot grofa Holandije, močno povečale. Viljem je nato iskal podporo pri Frizijcih v Zahodni Friziji, ki so bili vedno pripravljeni na upor. Ker Dirka takrat ni bilo v deželi,  se je njegova žena grofica Ada z vojsko preselila v Zahodno Frizijo. Novembra 1195 je blizu Alkmaarja prišlo do srečanja med grofico in njenim svakom Viljemom. Adi je uspelo preobrniti potek s podkupitvijo voditeljev Niedorpa in Winkel. Umaknili so podporo Viljemu, nakar Viljem mogel storiti kaj dosti, kot da je pobegnil. Sčasoma se je prepir med bratoma po posredovanju stricev rešil in Viljem je dobil upravo grofije Srednje Frizije.

## Grof Frizije
Viljem Holandski se je kot grof v Friziji moral soočiti s svojim južnim sosedom Hendrikom Kuinderskim z vzdevkom »De Kraan«. Ta lokalni plemič, vikont, gradiščan na gradu  Kuinder ministerialom utrechtskega škofa, je ropal na jugu Srednje Frizije od leta 1187 in ropal trgovce, ki so šli mimo njegovega gradu. Viljem je zgradil svoj grad blizu Oosterzeeja in se od tam leta 1197 z vojsko premaknil v Kuinre. Tam je zavzel Grad Kuinder in ga temeljito uničil. Dirk Holandski (škof), izvoljeni škof v Utrechtu in stric Viljema in Dirka VII., je bil na poti v Rim, da bi bil posvečen, in se zato ni mogel odzvati. Grof Dirk VII. Holandski je nadomeščal svojega strica med njegovo odsotnostjo in nadzoroval knezo-škofijo (Sticht) iz gradu Ter Horst blizu Rhenena. Viljem je želel braniti svoje dejanje s svojim bratom, kljub materinemu nasvetu proti temu. Na gradu Ter Horstu ga je ujel Hendrik Kuinderski. Vendar je Viljem v ostri zimi leta 1197 pobegnil h grofu Otonu I. Gelderskemu, nasprotniku Dirka VII. V začetku leta 1198 se je Viljem v Stavorenu poročil s komaj 10-letno Aleido Geldersko, hčerko svojega gostitelja.

## Boj za Grofijo Holandijo
Dirk VII. je umrl leta 1203. Njegova hči Ada Holandska je bila njegova edina dedinja. Njegova vdova Aleida jo je takoj poročila z Ludvikom II. Loonskim, da bi sama obdržala oblast v grofiji.  Na veliko ogorčenje različnih plemičev in menihov iz Egmonda je Dirk VII. še vedno ležal na parah, ko se je že praznovala poroka njegove hčerke. Viljem od svakinje ni dobil obvestila o smrti, da bi se zadnjič poklonil svojemu bratu v Egmondu. Viljem je zahteval tudi nasledstvo grofije Holandije in okoli sebe zbral skupino starih prijateljev med plemstvom, da bi podprli njegove zahteve. Tako je nastalo tisto, kar so kasneje poimenovali Loonska vojna. Na začetku je imel Viljem prednost in uspel je ujeti Ado na gradu Leiden in pregnati Ludvika in Aleido iz Holandije. Zbežali so v Utrecht. Viljem je poslal Ado v varstvo k angleškemu kralju Ivanu.
Leta 1204 je Ludvik Loonski sklenil močno zavezništvo s škofoma Utrechta in Liègea ter grofom Flandrije, grofom Namurja, Ahra in grofom Berga. S to podporo je Ludviku uspelo ponovno zavzeti skoraj celotno grofijo Holandijo. Toda Ludvik ni mogel obdržati svojih zaveznikov in Viljem je v letih 1205 in 1206 lahko košček za koščkom povrnil svoja izgubljena ozemlja. Leta 1206 je bil sklenjen mir, po katerem je bila Holandija razdeljena: Viljem je prejel znesek od mitnine Geervliet, nekatere otoke Zeelanda vzhodno od Scheldta in del Holandije, zlasti južni Grote Waard), Ludvik pa je prejel severni del Holandije. Reka Maas je verjetno tvorila mejo.  V praksi je Viljem hitro prevzel celotno grofijo Holandijo in Ludvik ni več poskušal tega spremeniti. Potem ko so Viljema leta 1208 njegovi vrstniki že imenovali za grofa Holandije, ga je leta 1213 cesar Oton IV. Nemški priznal za grofa vse Holandije. 

## Grof Holandski
Willemova uprava je bila pomembna za razvoj Nizozemske kot trgovske države. Njegov brat Dirk VII je začel urejati uvozne dajatve za tuje trgovce prek kroga cestnin, ki jih je postavil ob rekah, ki tečejo v Nizozemsko. Pri tem je dajal prednost trgovskim mestom, kot je Dordrecht. Grof Willem je priznal mestne pravice, ki jih je Dirk podelil Geertruidenbergu (1213), Middelburgu (1217), Zierikzeeju (1219?) in Dordrechtu (1220) ter Leidnu in jih razširil, s čimer je Dordrecht (ki je bil odobren že malo po letu 1195 in malo pred letom 1200) dobil volilno pravico. Mesto je tako lahko po potrebi širilo svoje pravice brez grofovega dovoljenja. To je bilo prvič, da je nizozemsko mesto dobilo takšno pravico. Poleg tega je grof Viljem spodbujal notranjo organizacijo predelanih delov Holandije, vključno z Grote Waardom .
Leta 1214 se je Viljem boril s cesarjem Otonom IV. v bitki pri Bouvinesu. Potem ko je to bitko cesar izgubil, je grof podprl rimskega kralja Friderika II. Hohenstaufna. Leta 1216 je Viljem sodeloval pri odpravi takratnega francoskega princa Ludvika VIII. v Anglijo. V odgovor je angleški kralj Ivan priznal Ludvika Loonskega za holandskega grofa tik pred njegovo smrtjo (1216), vendar je umrl, preden bi lahko karkoli naredil s tem (1218). Ivanu je uspelo doseči izobčenje Viljema.

### Peta križarska vojna
Da bi razveljavil svoje izobčenje, je William sodeloval v peti križarski vojni. Kot eden od poveljnikov vojske Frizijcev , Holandcev in Flamcev je Viljem junija 1217 plul preko Anglije vzdolž evropske obale na poti v Sveto deželo. Zaradi neurja je bila flota razbita in se ponovno združila šele v Lizboni. Lizbonski škof je pozval križarje in jih prepričal, naj mu pomagajo v boju proti še vedno obstoječi mavrski prisotnosti v njegovi državi. Viljem I. in njegov sokapitan ter njihovi možje so ugodili tej prošnji, vendar so Frizijci držali svojo križarsko zaobljubo in nadaljevali. 30. julija 1217 se je začel napad na Alcácer do Sal, mavrsko trdnjavo približno 70 km od Lizbone, s pomočjo portugalske vojske in skupin vitezov templjarjev, vitezov hospitalcev in reda meča Santiaga. Po močnem obleganju so se Mavri iz Alcácerja približno 21. oktobra 1217 predali. Vsi preživeli so bili zasužnjeni in prodani, razen če so se spreobrnili v krščanstvo. Cerkev je poskušala obdržati križarje na Iberskem polotoku, da bi naslednje leto krenili proti španskim Mavrom. Viljem se je tega dobro zavedal in je prosil papeža Honorija III. za dovoljenje in oprostitev prejšnje križarske zaobljube. Papež je to zahtevo zavrnil in jih prisilil, da se odpravijo proti Akri. Viljem je le z delom flote prezimil na Portugalskem in leta 1218 je sledil Frizijcem, ki so odšli naprej.
Kmalu po veliki noči 1218 (15. aprila) je prispel Viljem s Frizijci, Nizozemci in Nemci v Akro, kjer so se že zbrali drugi križarji. Odločeno je bilo zavzeti severno egipčansko mesto Damiate, da bi nato lahko zavzeli preostali del cesarstva, ki so mu vladali Ajubidi. 27. maja 1218 so križarji prispeli v Damiate in konec avgusta iznajdljivo zavzeli Verižni stolp, ki je varoval mesto ob Nilu. Do poletja 1219 so potekali boji med križarji in novim egiptovskim sultanom al-Kamilom. Ko osvajanje ni napredovalo in so bili oblegani v vse večji stiski, je sultan predlagal prekinitev obleganja Damiata v zameno za Jeruzalem in vse vrste drugih ugodnih pogojev. Večina križarjev je ta predlog pozdravila, vendar so cerkveni redovi prepričali papeškega odposlanca Pelagija, da ga je zavrnil. Ne s pogajanji, temveč z bitko je bilo treba zavzeti Jeruzalem. Grofu Viljemu je bilo dovolj in je 14. septembra odšel domov (morda ranjen v zadnjih bitkah, v katerih je padel njegov sopoveljnik). 5. novembra 1219 je mesto padlo v roke križarjev. Spet je al-Kamil predlagal zamenjavo, a spet neuspešno. Zaradi zamenjave obeh predlogov se domneva, da je Viljem I. še vedno sodeloval pri padcu mesta.
Nazaj na Nizozemskem se je izkazalo, da je njegova žena grofica Aleida že 12. februarja 1218 umrla. Viljem se je ponovno poročil leta 1220 z vdovo cesarja Otona IV. in umrl kmalu zatem 4. februarja 1222. Pokopan je v opatiji Rijnsburg.

## Poroke in otroci
Willem I. se je v začetku leta 1198 v Stavorenu poročil z Aleido Geldersko (ok. 1187 – 1218), najstarejšo hčerko Otona I. Gelderskega. Iz tega zakona se je rodilo pet otrok:
- Ada (1208 – 1258), opatinja v Rijnsburgu
- Floris IV. (1210 – 1234), naslednik svojega očeta
- Viljem (1212 – 1238) je umrl med turnirjem
- Oton (1214 – 1249), škof v Utrechtu
- Rikardis (1216 – 3 januar 1262)

Viljem se je julija 1220 drugič poročil z Marijo Leuvensko. Ta zakon je ostal brez otrok.
| Predhodnik: Ada Holandska | Grof Holandski in Grof Frizijski 1204/1208 - 1222 | Naslednik: Floris IV. |